# Typhinae
Typhinae là một phân họ ốc trong họ Muricidae.

## Các chi
Dưới đây là danh sách các chi trong phân họ theo ghi nhận của World Register of Marine Species:
- Brasityphis Absalão & Santos, 2003
- Distichotyphis Keen & Campbell, 1964
- Haustellotyphis Jousseaume, 1880
- Indotyphis Keen, 1944
- Laevityphis Cossmann, 1903
- Lyrotyphis Jousseaume, 1880
- Monstrotyphis Habe, 1961
- Pilsbrytyphis Woodring, 1959
- Rugotyphis Vella, 1961
- Siphonochelus Jousseaume, 1880
- Typhina Jousseaume, 1880
- Typhinellus Jousseaume, 1880
- Typhis Montfort, 1810
- Typhisala Jousseaume, 1881
- Typhisopsis Jousseaume, 1880